# Liste der griechischen Töpfer und Vasenmaler/D

## Namentlich bekannte Künstler
| Name       | Wikidata | Profession | Herkunft | Stil | Zeit                 | Bemerkung | Beispiel |
| ---------- | -------- | ---------- | -------- | ---- | -------------------- | --- | -------- |
| Damokrates |          | Töpfer     | Rhodos   | HL   | 3./1. Jh.            | nur literarisch bezeugt                                                                                      |          |
| Deiniades  |          | Töpfer     | Attika   | RF   | 520                  | |          |
| Duris      |          | Vasenmaler | Attika   | RF   | Ende 6./Mitte 5. Jh. | einer der bedeutendsten Vasenmaler der Frühklassik, möglicherweise weiblich (Doris), auch als Douris bekannt |          |

## Nicht namentlich bekannte Künstler (Notnamen)
| Name                         | Wikidata                  | Profession                | Herkunft                  | Stil                      | Zeit                      | Bemerkung | Beispiel                  |
| ---------------------------- | ------------------------- | ------------------------- | ------------------------- | ------------------------- | ------------------------- | --- | ------------------------- |
| Daianeira-Maler              |                           | Vasenmaler                | Attika                    | SF                        |                           | |                           |
| Damhirsch-Maler              |                           | Vasenmaler                | Attika                    | SF                        | 2/3 6. Jh.                | englisch Fallow Deer Painter |                           |
| Damon-Maler                  |                           | Vasenmaler                | Korinth                   | SF                        | Mitte 6. Jh.              | |                           |
| Danae-Maler                  |                           | Vasenmaler                | Attika                    | RF                        | Mitte 5. Jh.              | |                           |
| Danaiden-Maler               |                           | Vasenmaler                | Kampanien                 | RF                        | 340-320                   | namensgebendes Mitglied der Danaiden-Gruppe |                           |
| Dareios-Maler                |                           | Vasenmaler                | Apulien                   | RF                        | 340/20                    | auch Darius-Maler, wohl bedeutendster unteritalischer Maler mythologischer Genreszenen und bedeutendster Maler der Dareios-Unterwelt-Werkstatt                                                                                      |                           |
| Dareios-Maler                | siehe unter Dareios-Maler | siehe unter Dareios-Maler | siehe unter Dareios-Maler | siehe unter Dareios-Maler | siehe unter Dareios-Maler | siehe unter Dareios-Maler | siehe unter Dareios-Maler |
| Dawlish-Maler                |                           | Vasenmaler                | Lukanien                  | RF                        |                           | |                           |
| Dayton-Maler                 |                           | Vasenmaler                | Attika                    | SF                        |                           | |                           |
| De-Bellis-Maler              |                           | Vasenmaler                | Kampanien                 | RF                        | 2/2 4. Jh.                | gehört zur Robinson-Gruppe |                           |
| De Santis-Maler              |                           | Vasenmaler                | Apulien                   | RF                        |                           | |                           |
| De Schulthess-Maler          |                           | Vasenmaler                | Apulien                   | RF                        |                           | |                           |
| De Young-Maler               |                           | Vasenmaler                | Korinth                   | SF                        |                           | |                           |
| Dechter-Maler                |                           | Vasenmaler                | Apulien                   | RF                        |                           | |                           |
| Deckel-Maler                 |                           | Vasenmaler                | Attika                    | RF                        | 430/20                    | auch Lid-Maler |                           |
| Deepdene-Maler               |                           | Vasenmaler                | Attika                    | RF                        | 2/4 5. Jh.                | |                           |
| Maler der Deepdener Amphora  |                           | Vasenmaler                | Attika                    | RF                        | 2/4 5. Jh.                | |                           |
| Del Chiaro-Maler             |                           | Vasenmaler                | Etrurien                  | RF                        |                           | |                           |
| Delepierre-Maler             |                           | Vasenmaler                | Lukanien                  | RF                        | um 400                    | namensgebendes Mitglied der Delepierre-Gruppe |                           |
| Delos-Maler                  |                           | Vasenmaler                | Attika                    | RF                        | Ende 6. Jh.               | |                           |
| Maler von Delos 330          |                           | Vasenmaler                | Korinth                   | SF                        | 4/4 7. Jh.                | gehört zur Luxus-Gruppe |                           |
| Maler von Delos 447          |                           | Vasenmaler                | Korinth                   | SF                        | 4/4 7. Jh.                | gehört zur Luxus-Gruppe |                           |
| Maler von Delos 455          |                           | Vasenmaler                | Korinth                   | SF                        | 4/4 7. Jh.                | auch Maler der Strengen Panther und englisch Flat-Top |                           |
| Maler von Delos B 288        |                           | Vasenmaler                | Attika                    |                           |                           | |                           |
| Delphin-Maler                |                           | Vasenmaler                | Attika                    | SF                        |                           | |                           |
| Delphin-Maler                |                           | Vasenmaler                | Korinth                   | SF                        |                           | |                           |
| Den-Haag-Funnel-Gruppe-Maler |                           | Vasenmaler                | Etrurien                  | RF                        |                           | auch Den-Haag-Funnel-Maler, namensgebender Maler der Den-Haag-Funnel-Gruppe, Untergruppe der Funnel-Gruppe |                           |
| Dennis-Maler                 |                           | Sarkophagmaler            | Klazomenai                | KS                        | 1/4 5. Jh.                | Sarkophagmaler im schwarzfigurigen Stil |                           |
| Dessypri-Maler               |                           | Vasenmaler                | Attika                    | RF                        | um 430                    | |                           |
| Detroit-Maler                |                           | Vasenmaler                | Korinth                   | SF                        | 2/4 6. Jh.                | |                           |
| Diespater-Maler              |                           | Vasenmaler                | Falisker                  | RF                        | Anfang 4. Jh.             | |                           |
| Dijon-Maler                  |                           | Vasenmaler                | Apulien                   | RF                        | 380-360                   | Mitglied und einer der Namensgeber der Karlsruhe-B-9-Dijon-Gruppe |                           |
| Dikaios-Maler                |                           | Vasenmaler                | Attika                    | RF                        | Ende 6. Jh.               | |                           |
| Diniacopoulos-Maler          |                           | Vasenmaler                | Attika                    | RF                        |                           | |                           |
| Dinos-Maler                  |                           | Vasenmaler                | Attika                    | RF                        | 2/2 5. Jh.                | gehört zur Polygnot-Gruppe |                           |
| Diogenes-Maler               |                           | Vasenmaler                | Attika                    | RF                        |                           | |                           |
| Diomedes-Maler               |                           | Vasenmaler                | Attika                    | RF                        | um 400                    | arbeitete in der Werkstatt des Jenaer Malers |                           |
| Dionysos-Maler               |                           | Vasenmaler                | Korinth                   |                           |                           | |                           |
| Maler der Dionysosgeburt     |                           | Vasenmaler                | Apulien                   | RF                        | Mitte 4. Jh.              | auch Maler der Dionysos-Geburt |                           |
| Dioskouroi-Maler             |                           | Vasenmaler                | Apulien                   | RF                        | 380-360                   | gehört zur Gruppe des langen Überfalls |                           |
| Diosphoros-Maler             |                           | Vasenmaler                | Attika                    | SF                        | um 500                    | |                           |
| Diosphos-Maler               |                           | Vasenmaler                | Attika                    | SF/WG/SI                  | 1/2 5. Jh.                | wichtigster Künstler der Diosphos-Werkstatt |                           |
| Diosphos-Töpfer              |                           | Töpfer                    | Attika                    | SF                        |                           | Töpfer in der Diosphos-Werkstatt |                           |
| Dipylon-Maler                |                           | Vasenmaler                | Attika                    | SG                        | 760/50                    | auch zunächst Dipylon-Meister, möglicherweise Töpfermaler, vielleicht Erfinder des Doppelmäander, Hauptvertreter der Dipylon-Werkstatt                                                                                              |                           |
| Dirke-Maler                  |                           | Vasenmaler                | Sizilien                  | RF                        | 380-360                   | auch Dirce-Maler |                           |
| Dish-Maler                   |                           | Vasenmaler                | Attika                    | RF                        |                           | auch Teller-Maler |                           |
| Disney-Maler                 |                           | Vasenmaler                | Attika                    | RF                        |                           | |                           |
| Dodwell-Maler                |                           | Vasenmaler                | Korinth                   | SF                        | 600/575                   | |                           |
| Dokimasia-Maler              |                           | Vasenmaler                | Attika                    | RF                        | Anfang 5. Jh.             | |                           |
| Dolon-Maler                  |                           | Vasenmaler                | Lukanien                  | RF                        | 1/4 4. Jahrhundert        | |                           |
| Dombrena-Maler               |                           | Vasenmaler                | Korinth                   | RF                        | Ende 5. Jh./Anfang 4. Jh. | |                           |
| Doppelpalmetten-Maler        |                           | Vasenmaler                | Attika                    | SF                        |                           | englisch Double Palmette Painter |                           |
| Dorow-Maler                  |                           | Vasenmaler                | Etrurien                  | EK                        |                           | |                           |
| Double-Bodied-Sphinx-Painter |                           | Vasenmaler                | Korinth                   | SF                        | 4/4 7. Jh.                | |                           |
| Drei-Linien-Maler            |                           | Vasenmaler                | Attika                    | SF                        |                           | auch Three-Line-Maler |                           |
| Drei-Niken-Maler             |                           | Vasenmaler                | Sizilien                  | RF                        |                           | |                           |
| Drei-Sirenen-Maler           |                           | Vasenmaler                | Böotien                   | SF                        | 1/4 5. Jh.                | auch Fossey-Maler |                           |
| Dreistreifen-Maler           |                           | Vasenmaler                | Kampanien                 | RF                        | 2/2 4. Jh.                | Hauptvertreter der Dreistreifen-Gruppe; gehört zur Robinson-Gruppe |                           |
| Dresden-Maler                |                           | Vasenmaler                | Attika                    | RF                        |                           | auch Dresdener Maler |                           |
| Maler der Dresdener Lekanis  |                           | Vasenmaler                | Attika                    | SF                        | 580/70                    | wanderte nach Böotien aus, als böotischer Künstler unter dem Namen Pferd-Vogel-Maler, auch Horse-Bird-Maler (Pferdekopf-Gruppe) bekannt, Namensgeber und Hauptvertreter der Gruppe der Dresdener Lekanis und der Pferd-Vogel-Gruppe |                           |
| Drop-Maler                   |                           | Vasenmaler                | Korinth                   | SF                        |                           | |                           |
| Drouot-Maler                 |                           | Vasenmaler                | Attika                    | RF                        |                           | Hauptvertreter und Namensgeber der Drout-Gruppe |                           |
| Dublin-Maler                 |                           | Vasenmaler                | Attika                    | RF                        |                           | |                           |
| Maler der Dubliner Situlae   |                           | Vasenmaler                | Apulien                   | RF                        | Mitte 4. Jh.              | auch Maler der Dubliner Situlen und Maler von Dubliner Situlen, namensgebend für die Gruppe der Dubliner Situlen |                           |
| Duell-Maler                  |                           | Vasenmaler                | Korinth                   | SF                        | 625/600                   | |                           |
| Duell-Maler                  |                           | Vasenmaler                | Lukanien                  | RF                        | 4. Jh.                    | |                           |
| Dukes-up-Maler               |                           | Vasenmaler                | Attika                    | SF                        |                           | |                           |
| Dunedin-Maler                |                           | Vasenmaler                | Apulien                   | GN                        |                           | |                           |
| Dunedin-Maler                |                           | Töpfermaler               | etwa 1884–1907            | MF                        |                           | moderner Fälscher korinthischer Keramik |                           |
| Duomo-Maler                  |                           | Vasenmaler                | Attika                    | RF                        | 450-420                   | Manierist, gehört zur Nausikaa-Hephaistos-Gruppe |                           |
| Durand-Maler                 |                           | Vasenmaler                | Attika                    | SF                        |                           | |                           |
| Durham-Maler                 |                           | Vasenmaler                | Attika                    | RF                        |                           | |                           |
| Dutuit-Maler                 |                           | Vasenmaler                | Attika                    | RF                        | 1/3 5. Jh.                | |                           |
| Dwarf-Maler                  | siehe unter Zwerg-Maler   | siehe unter Zwerg-Maler   | siehe unter Zwerg-Maler   | siehe unter Zwerg-Maler   | siehe unter Zwerg-Maler   | siehe unter Zwerg-Maler | siehe unter Zwerg-Maler   |

## Gruppen
| Name                         | Wikidata                       | Profession                     | Herkunft                       | Stil                           | Zeit                           | Bemerkung                                                                                       | Beispiel                       |
| ---------------------------- | ------------------------------ | ------------------------------ | ------------------------------ | ------------------------------ | ------------------------------ | ----------------------------------------------------------------------------------------------- | ------------------------------ |
| Gruppe D                     |                                | Vasenmaler                     | Apulien                        | GN                             |                                |                                                                                                 |                                |
| Gruppe D                     |                                | Vasenmaler                     | Attika                         | RF                             |                                |                                                                                                 |                                |
| Daianeira-Gruppe             |                                | Vasenmaler                     | Attika                         | SF                             |                                |                                                                                                 |                                |
| Dämonin-Gruppe               |                                | Vasenmaler                     | Etrurien (?) Kampanien (?)     | RF                             | 420–370                        | englisch Demoness Group                                                                         |                                |
| Danaiden-Gruppe              |                                | Vasenmaler                     | Kampanien                      | RF                             | 340-320                        | namensgebendes Mitglied war der Danaiden-Maler, zudem gehört die Wellenmuster-Gruppe zur Gruppe |                                |
| Delepierre-Gruppe            |                                | Vasenmaler                     | Lukanien                       | RF                             | um 400                         | namensgebendes Mitglied war der Delepierre-Maler                                                |                                |
| Gruppe von Delos 555         |                                | Vasenmaler                     | Attika                         | SF                             |                                |                                                                                                 |                                |
| Delphin-Gruppe               |                                | Vasenmaler                     | Euböa oder Attika              | SF                             | Mitte 6. Jh.                   | auch Delphin-Klasse, möglicherweise aus Eretria                                                 |                                |
| Delphin-Gruppe               |                                | Vasenmaler                     | Kreta                          | HA                             | 3. Jh.                         |                                                                                                 |                                |
| Dion-Gruppe                  |                                | Vasenmaler                     | Apulien                        | RF                             | Mitte 4. Jh.                   | gehört zur Schulman-Gruppe                                                                      |                                |
| Diphros-Gruppe               |                                | Vasenmaler                     | Etrurien                       | SF                             | 1/4 5. Jh.                     |                                                                                                 |                                |
| Dipylon-Gruppe               | siehe unter Dipylon-Werkstatt  | siehe unter Dipylon-Werkstatt  | siehe unter Dipylon-Werkstatt  | siehe unter Dipylon-Werkstatt  | siehe unter Dipylon-Werkstatt  | siehe unter Dipylon-Werkstatt                                                                   | siehe unter Dipylon-Werkstatt  |
| Dirke-Gruppe                 |                                | Vasenmaler                     | Kampanien                      | RF                             |                                |                                                                                                 |                                |
| Dog-Gruppe                   | siehe unter Hunde-Gruppe       | siehe unter Hunde-Gruppe       | siehe unter Hunde-Gruppe       | siehe unter Hunde-Gruppe       | siehe unter Hunde-Gruppe       | siehe unter Hunde-Gruppe                                                                        | siehe unter Hunde-Gruppe       |
| Dot-ing-Gruppe               |                                | Vasenmaler                     | Attika                         | SF                             |                                |                                                                                                 |                                |
| Dot-ivy-Gruppe               | siehe unter Dot-ivy Klasse     | siehe unter Dot-ivy Klasse     | siehe unter Dot-ivy Klasse     | siehe unter Dot-ivy Klasse     | siehe unter Dot-ivy Klasse     | siehe unter Dot-ivy Klasse                                                                      | siehe unter Dot-ivy Klasse     |
| Dottered-Spray-Gruppe        |                                | Vasenmaler                     | Apulien                        | GN                             |                                |                                                                                                 |                                |
| Double-Floral-Group          |                                | Vasenmaler                     | Attika                         | SF                             |                                | Maler Nikosthenischer Amphoren                                                                  |                                |
| Drei-Linien-Gruppe           |                                | Vasenmaler                     | Attika                         | SF                             | Ende 6. Jh.                    | auch Three-line-Gruppe                                                                          |                                |
| Drei-Mädchen-Gruppe          | siehe unter Dreimädchen-Gruppe | siehe unter Dreimädchen-Gruppe | siehe unter Dreimädchen-Gruppe | siehe unter Dreimädchen-Gruppe | siehe unter Dreimädchen-Gruppe | siehe unter Dreimädchen-Gruppe                                                                  | siehe unter Dreimädchen-Gruppe |
| Dreimädchen-Gruppe           |                                | Vasenmaler                     | Korinth                        | SF                             | 2/4 6. Jh.                     | auch Drei-Mädchen-Gruppe, zur Gruppe gehört der Maler von München 237                           |                                |
| Dreipunkt-Gruppe             |                                | Vasenmaler                     | Kampanien                      | RF                             | um 340                         | auch Drei-Punkte-Gruppe, gehört zur Cassandra-Parrish-Werkstatt                                 |                                |
| Dreistreifen-Gruppe          |                                | Vasenmaler                     | Kampanien                      | RF                             | 2/2 4. Jh.                     | Hauptvertreter ist der Dreistreifen-Maler                                                       |                                |
| Gruppe der Dresdener Amphora |                                | Vasenmaler                     | Apulien                        | RF                             | 340/30                         |                                                                                                 |                                |
| Gruppe der Dresdener Lekanis |                                | Vasenmaler                     | Attika                         | SF                             |                                | Gruppe um den Maler der Dresdener Lekanis                                                       |                                |
| Gruppe des Drouot-Maler      |                                | Vasenmaler                     | Attika                         | RF                             |                                | auch Drouot-Gruppe, benannt nach dem Drouot-Maler                                               |                                |
| Gruppe der Dubliner Situlen  |                                | Vasenmaler                     | Apulien                        | RF                             | 3/4 4. Jh.                     | benannt nach dem Maler der Dubliner Situlae                                                     |                                |
| Dubois-Gruppe                |                                | Vasenmaler                     | Attika                         | SF                             |                                | verbunden mit der Dubois-Klasse                                                                 |                                |
| Dunedin-Gruppe               |                                | Vasenmaler                     | Apulien                        | GN                             | 320-310                        |                                                                                                 |                                |

## Klassen
| Name                               | Wikidata                      | Profession                    | Herkunft                      | Stil                          | Zeit                          | Bemerkung                                                     | Beispiel                      |
| ---------------------------------- | ----------------------------- | ----------------------------- | ----------------------------- | ----------------------------- | ----------------------------- | ------------------------------------------------------------- | ----------------------------- |
| Klasse D                           |                               | Töpfer                        | Attika                        | RF/PL                         |                               |                                                               |                               |
| Klasse von Delos 547               |                               | Töpfer                        | Attika                        | SF                            |                               | aus dem Umfeld der Leagros-Gruppe                             |                               |
| Delphin-Klasse                     | siehe unter Delphin-Klasse    | siehe unter Delphin-Klasse    | siehe unter Delphin-Klasse    | siehe unter Delphin-Klasse    | siehe unter Delphin-Klasse    | siehe unter Delphin-Klasse                                    | siehe unter Delphin-Klasse    |
| DL-Klasse                          |                               | Töpfer                        | Attika                        | SF/WG                         |                               |                                                               |                               |
| Dot-band-Klasse                    | siehe unter Punkt-Band-Klasse | siehe unter Punkt-Band-Klasse | siehe unter Punkt-Band-Klasse | siehe unter Punkt-Band-Klasse | siehe unter Punkt-Band-Klasse | siehe unter Punkt-Band-Klasse                                 | siehe unter Punkt-Band-Klasse |
| Dot-ivy-Klasse                     |                               | Vasenmaler                    | Attika                        | SF                            | um 500                        | auch Dot-ivy Gruppe                                           |                               |
| Dourian Class of animal-head rhyta |                               | Töpfer                        | Attika                        | RF/PL                         |                               | Töpfer von Tierkopfrhyta, aus der Werkstatt des Brygos-Malers |                               |
| Dropped Floor Class                |                               | Vasenmaler                    | Ostgriechenland               | HA                            | 4/4 3. Jh.                    |                                                               |                               |
| Doubleens-Klasse                   |                               | Töpfer                        | Attika                        | SF                            | um 500                        | auch nur Doubleens                                            |                               |
| Dubois-Klasse                      |                               | Töpfer                        | Attika                        | SF                            |                               | verbunden mit der Dubois-Gruppe                               |                               |

## Werkstätten
| Name                        | Wikidata | Profession  | Herkunft | Stil | Zeit          | Bemerkung | Beispiel |
| --------------------------- | -------- | ----------- | -------- | ---- | ------------- | --- | -------- |
| Dareios-Unterwelt-Werkstatt |          | Töpfermaler | Apulien  | RF   | 2/2 4. Jh.    | auch Darius-Unterwelt-Werkstatt |          |
| Diosphos-Werkstatt          |          | Töpfermaler | Attika   | RF   | Anfang 5. Jh. | benannt nach dem Diosphos-Maler, zu dessen engeren Umkreis die Maler und auch der Diosphos-Töpfer gehörten                          |          |
| Dipylon-Werkstatt           |          | Töpfermaler | Attika   | SG   | Mitte 8. Jh.  | auch Dipylon-Gruppe, bedeutendster Vertreter ist der namensgebende Dipylon-Maler; mehrere Untergruppen, darunter die Villard-Gruppe |          |